# Туніська кампанія
Би́тва за Туні́с відома також, як туні́ська кампа́нія (англ. The Tunisia Campaign) — військова кампанія, серія битв між військами союзників і країн осі на Північноафриканському театрі Другої світової війни, що відбувалися на території Тунісу у листопаді 1942 — травні 1943. На початку кампанії перевагу мали німецько-італійські війська, однак пізніше ініціативу перехопили союзники. Кампанія завершилась здачею в полон понад 230 тисяч німецьких та італійських солдатів, у тому числі більшої частини «Африканського корпусу» Ервіна Роммеля.

## Передумови, операція «Смолоскип»
З точки зору Гітлера, Туніс міг триматися протягом багатьох місяців або років, руйнуючи, таким чином, плани союзників.
Туніс мав набагато зручніший для оборони характер місцевості, ніж Лівія — північна та велика частина його східної частини омивається Середземним морем, кордони з Алжиром переважно проходять по західним схилам Атлаських гір, які мають лише декілька доступних перевалів, на півдні друга лінія гір обмежує проходи вузьким проміжком між морем і горами Матмата.Побоюючись вторгнення італійців з Лівії, французи встигли побудувати потужну 30-кілометрову оборонну лінію, відому як «Лінія Марет». Таким чином, тільки на півночі країни територія була придатна для ведення наступальних дій, оскільки біля узбережжя Атлаські гори закінчувалися, залишаючи незахищеною більшу частину північно-західного узбережжя.

Карта Тунісу періоду військової кампанії 1942—1943

У цілому, Туніс являв собою прекрасну та легко обороняєму базу для військових операцій. Лінії оборони на півночі країни, були б дуже ефективні проти наступу військ союзників, а «лінія Марет» надійно прикривала південь. Між ними існувало лише кілька перевалів через Атлаські гори. Контроль над країною забезпечувало базування італійців і німців у двох головних глибоководних портах — Тунісі і Бізерті, розташованих всього в декількох сотнях кілометрів від баз на Сицилії. Конвої з постачанням могли підходити ночами, залишаючись непомітними для повітряних патрулів англійців, залишатися в порту протягом дня і потім повертатись наступної ночі. Для порівняння: шлях з Італії до Лівії займав цілий день, до того ж, під час плавання кораблі і судна могли бути легко виявлені з повітря та знищені.
Тим не менше, до липня 1942 року союзники прийняли рішення провести масштабні морські десантні операції в Північній Африці, які мали на меті встановлення контролю над територіями, що знаходилися під контролем режиму Віші: йшлося про Алжирі, Марокко та Туніс. Після цього планувалося просування військ на схід, з подальшим виходом у тил німецько-італійським військам. Захоплення північноафриканського узбережжя повністю відкривало б Середземномор'я для постачання союзних військ в Африці і на Близькому Сході морем.
Через близькість Сицилії до Тунісу, союзники дійшли висновку, що одразу після отримання інформації про висадку, німецько-італійські війська намагатимуться захопити Туніс. Аби протистояти цьому, було необхідно самим встановити контроль над країною якомога швидше. Однак, існувала певна межа того, наскільки далеко могли висаджуватися британці та американці на сході французьких володінь. Обмеженням служила близькість німецько-італійської авіації на аеродромах Сицилії та Сардинії — до кінця жовтня там перебували 298 німецьких і 574 італійських літаків. Враховуючи це, як найбільш східний пункт висадки було обрано місто Алжир. Висадка там гарантувала б успіх усієї операції всупереч на невизначеність ймовірної реакції вішістських військ на вторгнення. Після встановлення контролю над Алжиром, планувалося здійснити сухопутний кидок до Бізерти і Тунісу, випередивши війська Осі.
Англо-американським військам, щоб випередити противника, мали якомога швидше просуватися поганими дорогами, по складній території, під час дощового зимового сезону. Дуже багато також залежало і від того, наскільки вдало флот і авіація зуміють перешкодити організації наступу німецько-італійських військ. Командування Туніською операцією було доручене британському генерал-лейтенанту Кеннету Андерсену. 8 листопада англо-американські війська висадилися на захід від Тунісу, в Алжирі (в містах Оран та Алжир) і в Марокко (в Касабланці) — розпочалася операція «Смолоскип».

## Перебіг подій

### Початок операції
До 10 листопада 1942 року опір французів вторгненню союзників, що відбувалося в рамках операції «Смолоскип», припинився — в Тунісі виник вакуум влади.
Штаб союзників виключав висадку морських десантів в Тунісі через брак військ та загрозу з повітря. Аби не дати противнику наростити критичну масу військ для ведення успішної оборони на території країни, командувач 2-ї британської армії генерал-лейтенант Андерсон вимушений був якомога швидше перекинути свої обмежені сили на схід: для вторгнення в Туніс союзники мали всього дві бригадні групи та декілька танкових і артилерійських з'єднань. Проте командування сподівалося, що при достатньо швидкому просуванні, можна буде встигнути захопити Туніс з відносно невеликими втратами до того, як перекинуті з Європи німецько-італійські війська підготуються до оборони. Перед вторгненням в Туніс основних сил, Андерсон наказав 36-й піхотній бригаді, яка знаходилася в резерві на кораблях, прямувати на схід і зайняти порти Бужі, Філіпвілль та Бон, а також аеродром в Джеджеллі.

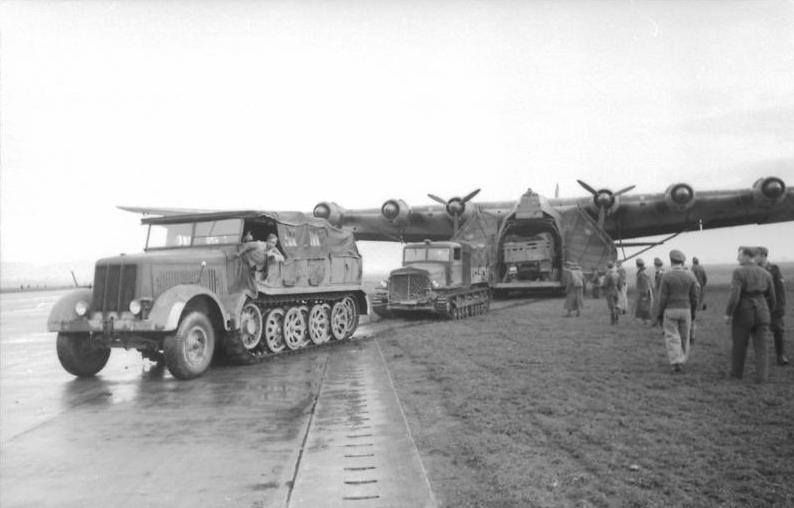
Розвантаження німецької автобронетанкової техніки з транспортника Мессершмітт Ме 323. Туніс. 1942

Туніські французькі колоніальні влади, перебували в збентеженні, не знаючи, кого, німців чи британців, варто підтримати. Внаслідок цього, ними не було зроблено будь-яких спроб закрити доступ до аеродромної мережі для жодної зі сторін. Уже 9 листопада з'явилися повідомлення про 40 німецьких літаків, які прилетіли в Туніс, а до 10 листопада повідомлялося вже про сотню літаків німців. Через два дні в повному обсязі почав функціювати «повітряний міст», через який було перекинуто понад 15 тисяч солдат і 581 тонн вантажів. Таким чином, до кінця місяця в Туніс було переправлено три німецькі дивізії, включаючи 10-ту танкову, і дві італійські піхотні дивізії. 12 листопада на чолі щойно сформованого корпусу був поставлений Вальтер Нерінг. Він вилетів до військ 17 листопада.
Тим часом, командувач французькими військами в Тунісі генерал Барре, через недовіру до італійців, вивів підпорядковані йому війська в гори і сформував там на ділянці від Теберсука до Меджаз-ель-Бабу лінію оборони. Згідно з наказом Барре, війська мали стріляти в кожного, хто спробує перетнути лінію укріплень.
План союзників передбачав наступ вздовж обох доріг, що вели з Алжиру на Туніс, з подальшим захопленням міст Бізерта та Туніс. 11 листопада 36-та британська піхотна бригада не зустрівши опору висадилася в Бужі, однак, через проблеми з логістикою стало ясно, що, просуваючись далі по дорозі, аеродром в Джеджеллі можна захопити лише до 13 листопада. Аеродром в Боні був захоплений повітряним десантом: операцію здійснив 3-й десантний батальйон. Пізніше, 12 листопада, загін командос захопив порт в Боні. Передові з'єднання 36-ї бригади 15 листопада досягли Табарки, а 18 листопада — Джебель-Абіоду, де вони вперше увійшли в бойове зіткнення з противником. Південніше, в Юк-ле-Бейн, також не зустрівши ніякого опору, висадився та захопив аеродром американський парашутно-десантний батальйон. 17 листопада американські війська захопили аеродром в Гафсі.

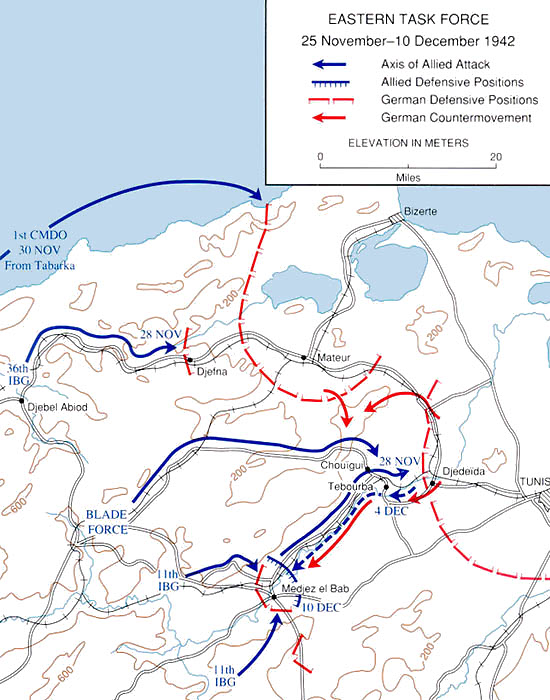
Карта боїв у Тунісі на східному фланзі кампанії

19 листопада командувач німецькими військами, Вальтер Нерінг зажадав від французів вільного проходу своїх військ через міст в Меджазі. Барре відповів йому відмовою. Тоді німці двічі атакували позиції французів, але були відкинуті. Тим не менше, французи, що зазнали значних втрат та не маючи в достатній кількості танків і артилерії, змушені були відступити. Попри те, що французькі частини в Тунісі вступили в бій з німцями ще 19 листопада, позиція більшої частини вішістських військ в цілому залишалася невизначеною. Тільки після підписання Північноафриканської угоди 22 листопада 1942, французькі війська в Північній Африці перейшли на бік союзників. До того часу німці та італійці встигли наростити сили — кількість німецьких військ перевищувала кількість союзних майже по всіх пунктах.

### Кидок на Туніс
Дві бригадних групи союзників висувалися вздовж обох доріг на Туніс, що ведуть відповідно на Джебель-Абіод і на Беджу. Люфтваффе, користуючись перевагою, обумовленою близьким розташуванням аеродромів, — авіація союзників діяла з авіабаз в Алжирі, — постійно атакувала війська на марші.
17 листопада 1942 року, в день прибуття в Туніс В.Нерінга, передові з'єднання британської 36-ї бригади, що наступали північною дорогою, зустріли під Джебель-Абіодом угрупування німців, що складалося 400 парашутистів при 17 танках і самохідних установках. У ході бою 11 танків з 17 було підбито, але просування було затримане на дев'ять днів.
Генеральний наступ з рубежу Джебель-Абіод — Беджа був призначений на 24 листопада: 36-ій бригаді належало просуватися від Джебель-Абіоду в напрямку Матееру, 11-та бригада мала наступати вздовж долини річки Мерджерда з задачею оволодіти Меджаз-ель-Бабом і продовжувати наступ на Тебурбу, Джедейду та місто Туніс. Крім двох основних колон, була сформована танкова група «Блейд» (англ. Blade Force), що складалася з 21-го уланського полку 6-ї танкової дивізії з підрозділами посилення. Група «Блейд» мала завдати удар на другорядних дорогах в зазорі між двома піхотними бригадами і одночасно з основними силами — фланговий удар по Тебурбі і Джедейді.
Атаці на півночі завадили проливні дощі. На півдні 11-та бригада була затримана завзятим опором німців у Меджазі. Тим часом, групі «Блейд» вдалося подолати перевал Сіді-Насир та досягти перевалу Чуігі на північ від Тебурби. Частина групи просочилася через позиції противника і атакувала німецьку авіабазу у Джедейді, знищивши 20 літаків противника. Однак, відсутність підтримки піхоти не дозволила розвинути успіх, тому їй довелося відступити до Чуігі. Напад групи «Блейд» застав Нерінга зненацька, і він вирішив залишити Меджаз аби зміцнити оборону Джедейди, що розташована за 30 кілометрів від столиці Тунісу.
Затримана атака 36-ї бригади почалася 26 листопада, однак, війська потрапили в засідку — передовий батальйон втратив 149 осіб. Подальші атаки були відбиті німцями, що засіли на добре укріплених оборонних позиціях. Висадка командос, здійснена 30 листопада за 23 км на захід від Бізерти, і що мала на меті обхід німецьких укріплень охоплення з флангу, провалилася. 3 грудня командос вимушені були приєднатися до 36-ї бригади.
Тим часом, 11-та бригада, не зустрівши жодного опору, 26 листопада увійшла в Меджаз і до вечора того ж дня зайняла позиції всередині та навколо Тебурби, яку також покинули німецькі війська, готуючись до оборони Джедейди. Однак, вже наступного дня німці завдали потужного контрудару. Спроба 11-ї бригади в перші години 28 листопада перехопити ініціативу, завдавши американськими танковими частинами удару по аеродрому в Джедейді, провалилася.

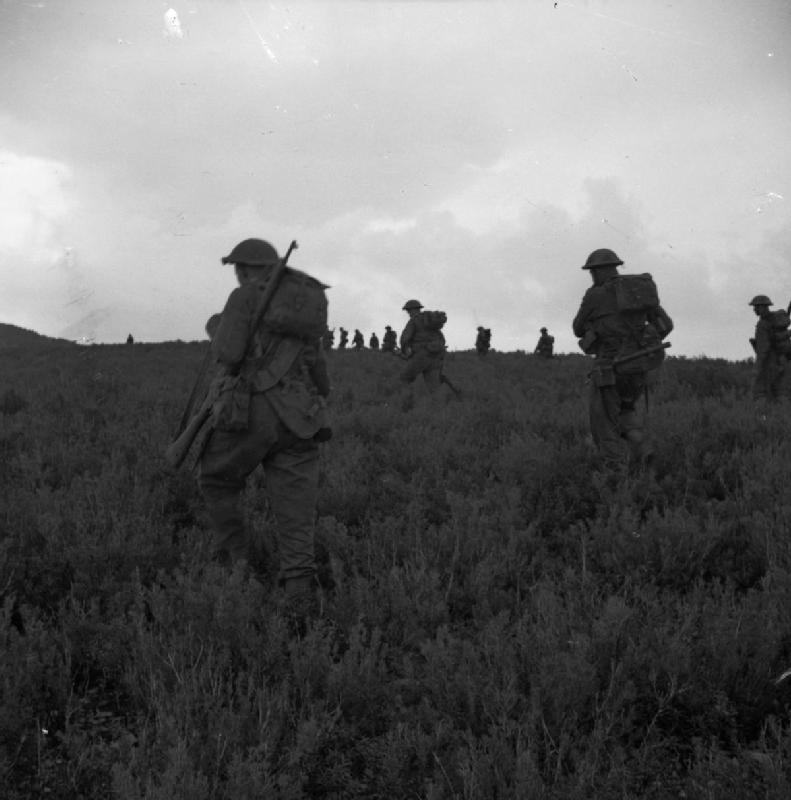
Британські піхотинці штурмують Логнстоп-хілл. Туніс. Грудень 1942

Як виявилося пізніше, Андерсон ще 21 листопада висловив сумніви в успіху операції з захоплення Тунісу силами наявних у нього військ, про що доповів головнокомандувача союзними військами в Африці Дуайту Ейзенхауеру. Ейзенхауер вислав Андерсену підкріплення, переважно зі складу бойового командування «B» 1-ї бронетанкової дивізії. Підкріплення пройшли довгий шлях з Орану до туніського кордону. До початку операції до мети добралася лише частина цих сил. На 2 грудня було заплановано спільний наступ групи «Блейд» та щойно прибулих військ, однак німці завдали випереджаючий контрудар силами 10-ї танкової дивізії генерал-майора Вольфганга Фішера. До вечора 2 грудня група «Блейд» була вибита з позицій. Таким чином, опір німецьким військам надавали тепер лише 11-та бригада і сили бойового командування «B». Виникла загроза відсікання 11-ї бригади від інших сил і прориву німців в тил союзників, однак відчайдушний чотириденний опір англійців та американців затримав просування німців та дозволив союзникам здійснити організований відхід до висот на берегах річки на захід Тебурби. До кінця дня 10 грудня союзники зайняли оборону на схід від Меджаз-ель-Бабу. На цих позиціях вони почали підготовку до нового наступу, до якого були готові до кінця грудня. Повільне, але постійне нарощування сил призвело до створення угруповання, що складалося з 54 тисяч британських, 73 тис. американських і 7 тис. французьких солдатів. За даними розвідки, угруповання, що протистояло союзникам, нараховувало до 125 тисяч осіб у складі бойових підрозділів і 70 тис. — допоміжних сил. Більшу частину військ противника становили італійці.
Наступ англо-американських військ розпочався вдень 22 грудня. Не зважаючи на дощі і недостатнє прикриття з повітря, війська дещо просунулися вгору по схилах 270-метрового пагорба Лонгстоп-Хілл, що панує над каньйоном між Меджазом і Тебурбою, але після триденних боїв, які тривали з перемінним успіхом, їм довелося відступити до Меджазу. 26 грудня союзники відійшли на вихідні позиції. Всього в боях загинуло 20 743 американських та британських солдатів. Кидок союзників на Туніс був зупинений.
8 грудня до Тунісу прибув генерал-полковник Ганс-Юрген фон Арнім, який замінив генерала Нерінга на посаді командувача 5-ї танкової армії. Армія мала у своєму складі піхотну дивізію фон Бройха, що дислокувалася в районі Бізерти, 10-ту танкову дивізію в центральній частині країни, біля Тунісу, і італійську 1-шу гірськострілецьку дивізію «Суперга» на південному фланзі. У розмові з фон Арнімом, перед відбуттям його в Туніс, Гітлер пообіцяв йому, що армія буде збільшена до трьох механізованих та трьох моторизованих дивізій. Союзники доклали значних зусиль аби запобігти нарощування сил німців. Для цього були залучені значні сили флоту та авіації. Однак, оскільки відстань від Тунісу і Бізерти складала всього 190 км до портів та аеродромів у західній Сицилії, 290 км до Палермо і 480 км до Неаполя, то повністю запобігти перекиданню військ морем і повітрям було практично неможливо: з середини листопада до січня морським і повітряним шляхом в Туніс було перекинуто 243 000 осіб і 856 000 т вантажів.

### Контрнаступ. Битви за Сіді-Бузід і перевал Кассерін
Ейзенхауер перекидав в Туніс все нові й нові з'єднання з Марокко та Алжиру. В північному секторі, за три місяці 1-ша британська армія генерала Андерсена на додачу до вже наявних 6-ї танкової і 78-ї піхотної дивізій поповнилася 1-ю, 4-ю і 46-ю піхотними дивізіями. Для управління збільшеними силами, наприкінці березня до армії приєднався другий за рахунком корпусних штаб — штаб 9-го британського корпусу на чолі з генерал-лейтенантом Джоном Крокером. На північному фланзі створювався 19-й французький корпус двохдивізійного складу, а на півдні — 2-й корпус армії США під командуванням генерал-майора Ллойда Фредендалля, що складався з шести дивізій: 1-ї, 3-ї, 9-ї і 34-ї піхотних, 1-ї і 2-ї танкових. На цьому етапі Анрі Жиро відмовився від плану Ейзенхауера, за яким французький корпус мав був бути переданий під командування 1-ї армії англійців, тому французькі війська, а також 2-й корпус США, залишалися в прямому підпорядкуванні штабу союзних військ. Американці, для покращення постачання військ повітрям, почали будувати в Алжирі та Тунісі (в Мекнассі і у східній частині Атлаських гір) комплекс тилових баз та аеродромну мережу.
Протягом першої половини січня Андерсону вдавалося, хоч і не завжди успішно, підтримувати постійний тиск на війська противника обмеженими атаками і диверсійними вилазками. Фон Арнім теж здійснював переважно турбуючі удари. 18 січня німці почали операцію «Айльботе» — наступ з'єднаннями 10-ї танкової і 334-ї піхотної дивізій на Понт-дю-Фахс з метою розчистити простір перед італійською дивізією «Суперга» та попередити можливі спроби прориву союзників до узбережжя з подальшим розривом комунікацій німецьких військ. Запеклі бої тривали до 23 січня, коли фронт врешті стабілізувався.

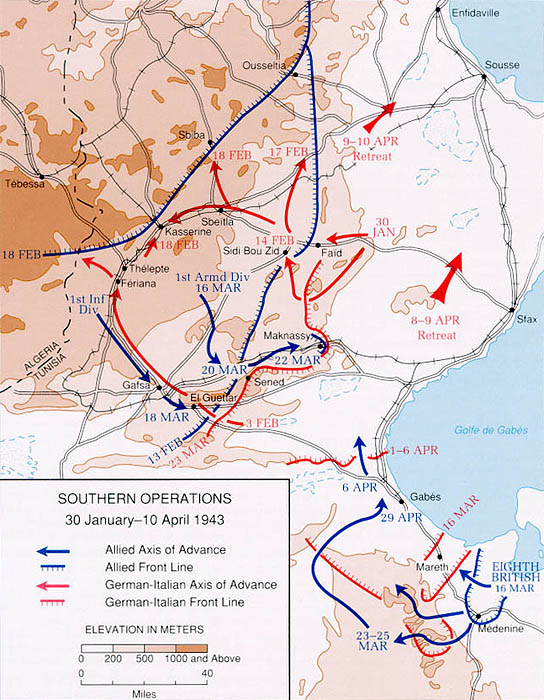
Карта боїв у Тунісі на південному фланзі кампанії

21 січня Андерсон був призначений відповідальним за координацію зусиль усього угруповання союзників, а 24 січня повноваження Андерсона були розширені на командування американськими військами. В той же день перейти під командування Андерсона погодився Жюен з французьким корпусом.
Тим часом, Роммель готував план оборони Тунісу. Згідно з цим планом, війська, що під натиском англійців відступали з Лівії (23 січня 8-ма британська армія зайняла Триполі), мали закріпитися перед закинутими фортифікаційними спорудами «Лінії Марет». Таким чином німецько-італійські сили тримали б під контролем обидва, південний і північний, природні шляхи до Тунісу; гірські перевали між ними легко оборонялися незначними силами. У січні німецько-італійські війська, що обороняли «Лінію Марет», були зведені у 1-шу італійську армію під командуванням Джованні Мессе.
До цього часу частини 2-го корпусу США вже увійшли в Туніс з Алжиру через проходи в Атлаських горах і взяли під контроль весь трикутник, що утворювався горами. Розташування американських військ створило можливість удару на схід, у напрямку Сфаксу — це дозволило б відрізати 1-шу італійську армію на «Лінії Марет» від військ фон Арніма на північ від міста Туніс. Роммель не міг цього допустити і тому розробив план превентивного удару.
30 січня німецька 21-ша танкова і три італійські дивізії 5-ї танкової армії фон Арніма зустрілися з французькими військами біля перевалу Фейд — основного проходу, який з'єднує східну частину гір з прибережною рівниною. Французи, чинячи відчайдушний опір, змушені були відступити. Союзники провели кілька контратак, але війська фон Арніма, що встигли підготувати сильні оборонні позиції, з легкістю відбили їх. Через три дні союзникам довелося відступити на рівнину всередині гірського «трикутника» аби створити нову лінію оборони біля невеликого містечка Сбейтла.
У ході операції «Фрюлінгсвінд» (нім. Frühlingswind) чотири танкові групи німців почали просування в районі Сіді-Бузіду, який утримувався 168-ю бойовою полковою групою зі складу 34-ї піхотної дивізії та бойовим командуванням «А» 1-ї танкової дивізії: до 15 лютого піхотні з'єднання бойового командування «А» союзників виявилися ізольованими на гірському плато. На допомогу їм було направлене бойове командування «С», якому довелося перетнути для цього всю країну. Вжиті заходи, однак, не допомогли — наступ було відбито німцями, наступаючі союзники зазнали великих втрат. Одночасно три з чотирьох бойових груп німців здійснювали наступ на Сбейтлу за 32 км на північний захід. Перед Сбейтлою групи були зупинені військами бойового командування «В». Протягом дня частини союзників трималися під атаками переважаючих сил, але зрештою 17 лютого змушені були покинути місто.

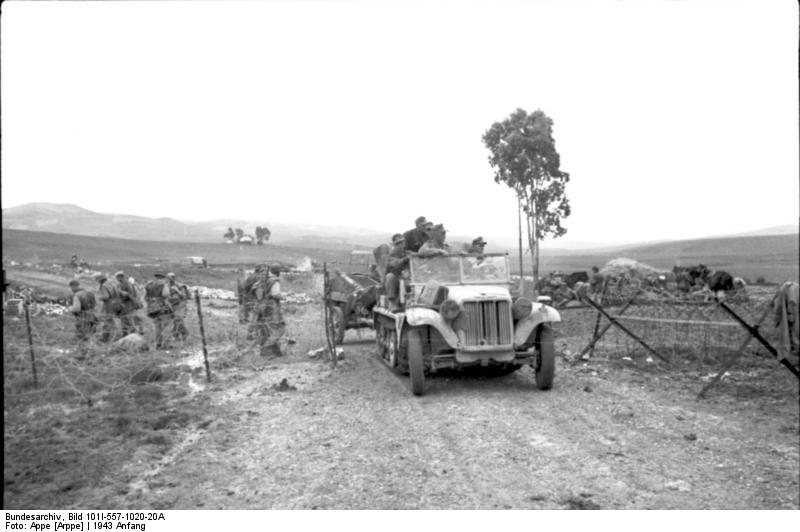
Контрнаступ німецьких десантників. Сіді-Нсіа. Туніс. Січень 1943

Створена із залишків Африканського корпусу бойова група Карла Бюловіуса зі складу 1-ї італійської армії, що діяла південніше, увечері 15 лютого в рамках операції «Моргенлюфт» (нім. Morgenluft) оволоділа Гафсою. На той час у місті не було жодного солдата союзників — вони залишили його для скорочення загальної протяжності лінії фронту та забезпечуючи перегрупування військ, зокрема, відведення французького 19-го корпусу на переформування. 2-й корпус США відступив до лінії Дернайа — Перевал Кассерін — Сбіба, маючи 19-й корпус на лівому фланзі. До полудня 17 лютого війська Роммеля зайняли Фер'яну та Телепте, через що 18 лютого союзникам довелося евакуювати аеродром в Телепте — основну авіабазу в південному секторі 1-ї британської армії.
19 лютого Роммель, маючи у своєму розпорядженні 10-ту і 21-шу танкові дивізії, бойову групу з Африканського корпусу а також сили генерала Мессе на «Лінії Марет» (1-ша італійська армія), почав операцію з оволодіння перевалом Кассерін. У союзників за оборону перевалу відповідав «загін Старка» — бригадне формування, що складалося з американських та французьких частин. Командував загоном полковник Александер Старк.
«Загін Старка» не мав часу для організації міцної оборони, але вдало зосередивши артилерійський вогонь зміг зупинити наступ механізованих з'єднань Роммеля. Перша спроба німців прорватися через перевал не вдалася. Для того, щоб продовжити наступ, Роммелю довелося посилати піхотні формування на схили, щоб усунути артилерійську загрозу. Тим часом, бойова танкова група Ганса-Георга Гільдебранта з 21-ї танкової дивізії просувалася на північ від Сбейтли в напрямку перевалу Сбіба. В передгір'ї на схід від Сбіби, група була зупинена 1-ю гвардійською бригадою і 18-ю полковою бойовою групою. До ранку 20 лютого на схилах над Кассеріном ще тривав важкий бій, а на перевал вже готувалася наступати інша група військ — бойова група зі складу Африканського корпусу, посилена батальйоном від італійської 131-ї танкової дивізії «Чентауро» та артилерією. За першу половину доби військам не вдалося значно просунутися, але постійний потужний тиск, який чинили німецько-італійські з'єднання під час денної атаки, зруйнував оборону союзників.
Подолавши перевал Кассерін 20 лютого, частини дивізії «Чентауро», майже не зустрівши опору, спрямували удар на захід, у напрямку Тебесси. За ними пішла бойова група фон Бройха з 10-ї танкової дивізії. Група Бройха просувалася по дорозі на Талу, але її просування сповільнила полкова танкова група 26-ї танкової бригади (загін «Гор»). Танки у загону були слабші німецьких, тому не дивно, що союзна група зазнала великих втрат, однак, цим вона виграла час для розгортання зведеного загону «Нік» 26-ї бригади (британська 6-та танкова дивізія), посиленого підрозділами піхоти та артилерії — загін «Нік» за цей час зміг підготуватися до оборони. Тим не менше до шістнадцятої години оборона союзників була прорвана. Всупереч цьому, 26-й бригадній групі вдалося організовано відступити та відійти на останній оборонний рубіж перед Талою.
Битва на останньому рубежі почалося о сьомій ранку наступного дня і тривало близько трьох годин. Загін «Нік» зазнав важких втрат. Вночі британцям підійшло підкріплення — артилерійські частини 9-ї піхотної дивізії, які здійснили 1300-кілометровий марш з Марокко. На ранок, коли фон Бройх приготувався повести свої війська в атаку, на наступаючих обрушився град артилерійських снарядів. Роммель наказав фон Бройху перегрупувати війська та зайняти оборонні позиції, скасовуючи, таким чином, всі наступальні плани.
Тим часом, 21-ша німецька танкова група застрягла на перевалі Сбіба. Під час денної контратаки, розпочатої німецько-італійськими військами на рівнині, артилерійським вогнем 23-го полку королівської польової артилерії були розбиті два батальйони італійських берсальєрів. Контратака була відбита. Південніше, бойова група Африканського корпусу, що просувалася по дорозі на Тебессу, була зупинена танками та артилерією бойового командування «В», що закріпилися на схилах височин на підступах до Джебель-Хамри. Спроба обійти їх з флангу, розпочата в ніч з 21 на 22 лютого, не увінчалася успіхом — німецькі війська зазнали значних втрат. Наступна атака, організована 23 лютого, також була відбита.
22 лютого, на зустрічі з Кессельрінгом Роммель заявив, що через те, що опір противника постійно посилюється і оскільки стало відомо, що передові з'єднання 8-ї армії вже увійшли в Меденін в декількох кілометрах на схід від «Лінії Марет», було б доцільніше скасувати наступ та відвести війська назад, на захист «Лінії Марет». Кессельрінг спочатку наполягав на продовженні атак, але, все ж скасував наступ. 25 лютого німецько-італійські війська відійшли на «Лінію Марет».

### Другий наступ союзників. Бої за «Лінію Марет», битва за Ель-Катар
На конференції в Касабланці 20 січня було вирішено для полегшення взаємодії між двома арміями в Тунісі передати їх під єдине командування — була сформована 18-та група армій під командуванням генерала Александера, який призначався головнокомандувачем військами союзників у Французькій Північній Африці.
Німецько-італійське військове керівництво також вирішило свої дві армії передати під загальне командування — була сформована група армій «Африка». Гітлер та німецький генеральний штаб хотіли бачити на посаді її командувача фон Арніма, але Кессельрінг наполіг на кандидатурі Роммеля, що й було зроблено 23 лютого.
21 січня командувач військами союзників Гаролд Александер оголосив, що його завданням є знищення всіх військ противника в Тунісі. Цього пропонувалося досягти шляхом просування 8-ї армії на північ від Габеса з одночасним маневром 1-ї армії, метою якого було відсікти резерви противника. Після цього основною задачею армій союзників мали були захоплення аеродромів, необхідних для посилення та досягнення переваги союзної авіації в повітрі. І врешті, об'єднавши зусилля флоту, авіації і сухопутних сил, завдати остаточної поразки супротивникові в Тунісі. Завершити розгром ворога планувалося до 30 квітня — цього вимагали часові рамки, встановлені на Касабланкській конференції: після розгрому німецько-італійських військ в Тунісі планувалося розпочати вторгнення на Сицилію, і союзники хотіли висадитися там за сприятливої серпневої погоди.

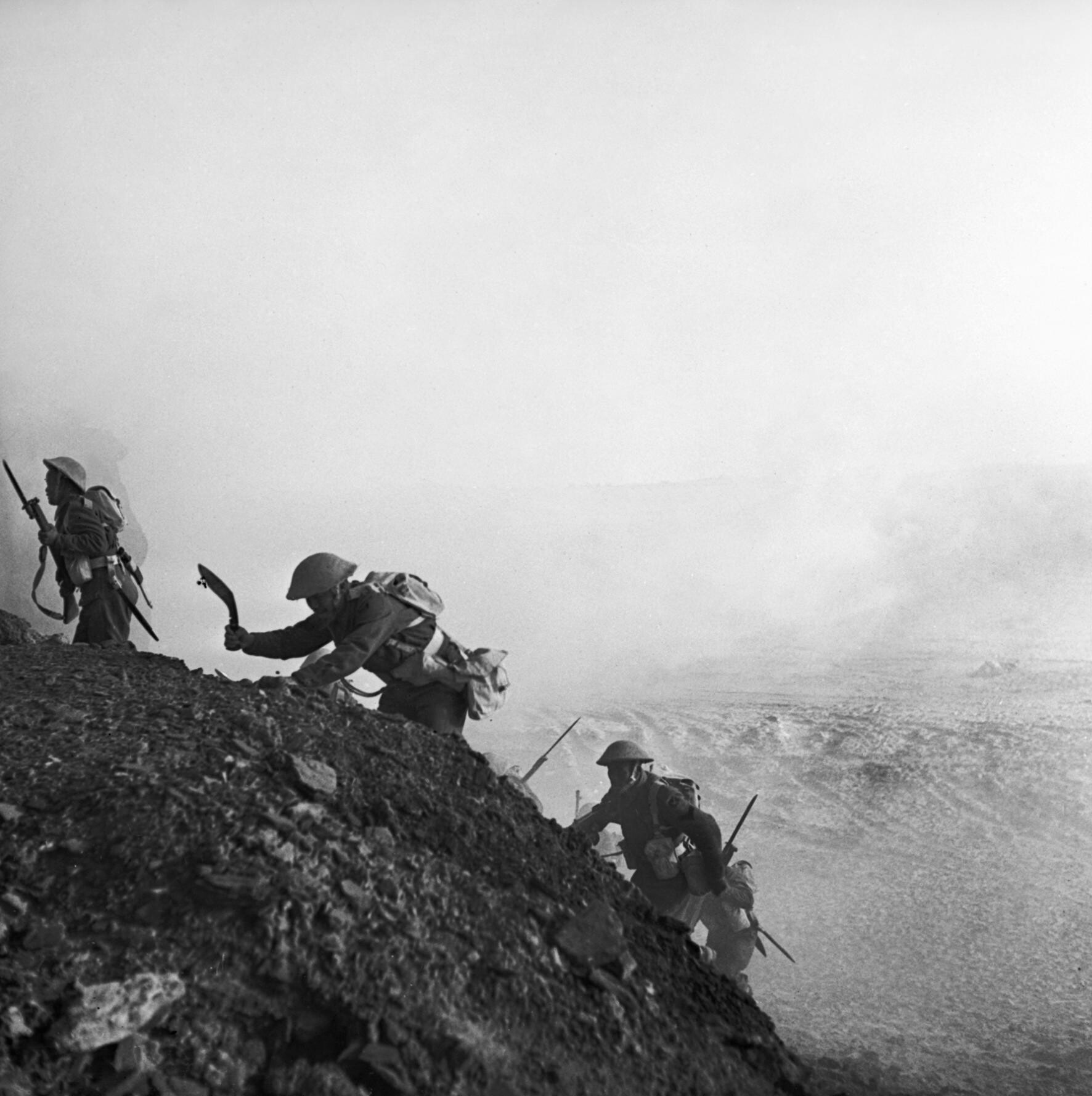
Легендарні гуркхи в бою. Туніс. Березень 1943

8-ма армія союзників зосередилася перед «Лінією Марет» до 17 лютого, а станом на 26 лютого — сконцентрувала зусилля на західному напрямку лінії оборони німецько-італійських військ. У відповідь на ці дії, 6 березня німці розпочали операцію «Капрі» (нім. Capri) — контрнаступ на південному фланзі проти Меденіну, що був найпівнічнішим укріпленим пунктом британців. Однак інтенсивна протидія британської артилерії, яка знищила 55 танків противника, зірвала задум Роммеля — операція «Капрі» була провалена. Після невдачі операції, Роммель вирішив, що єдиним способом порятунку його армій є їх евакуація. 9 березня, залишивши фон Арніма командувати арміями, він покинув Туніс і, пославшись на хворобу, відлетів у Вінницю до ставки Гітлера «Вервольф», аби переконати його залишити Туніс та повернути армії в Європу. Гітлер відповів відмовою. Більш того, Роммель був відсторонений від участі в африканській кампанії — командувачем групою армій «Африка» був призначений фон Арнім.
Генеральний наступ британців на «Лінію Марет», — операція «Пьюджіліст» (англ. Pugilist), — розпочався в ніч на 20 березня 1943. Частини 50-ї піхотної дивізії прорвали «Лінію Марет» і до початку 21 березня розгорнулися за нею в напрямку на Зарат, але контратака 15-ї німецької танкової дивізії 22 березня закрила пролом в німецько-італійської обороні. 26 березня 10-й корпус британців під командуванням генерала Б. Хоррокса обійшов плато Матмата, зайняв перевал Тебага та місто Ель-Хама на північному фланзі «Лінії Марет». Цей обхідний маневр одразу ж зробив оборону на лінії ненадійною, але протитанковій артилерії німецько-італійських частин вдалося зупинити просування корпусу Хоррокса. Таким чином німці розраховували виграти час для відступу основних сил: за 48 годин захисники «Лінії Марет» пройшли 60 кілометрів на північний схід і зайняли нові оборонні позиції на підступах до Ваді-Акарит біля Габесу.
Переформований 2-й американський корпус, перейшовши в наступ з гірських перевалів, зайшов у тил позицій німецько-італійських військ. У відповідь на ці дії, німецькій 10-й танковій дивізії було поставлено задачу витіснити союзників у внутрішні гірські райони. Сторони зійшлися 23 березня біля Ель-Катару. Німецькі танкові частини атакували передові позиції американського корпусу, але потрапили на мінне поле, де їх добила артилерія союзників. Втративши 30 танків 10-та дивізія відступила. Друга атака, що відбулася ближче до вечора, підтримувана піхотою, також була відбита, після чого 10-та дивізія змушена була повернутися в Габес. Американці, однак, не скористалися тактичною перевагою що виникла, і кілька тижнів витратили на відчайдушні спроби витіснити італійську піхоту з двох стратегічно важливих висот, розташованих на шляху до Габеса.
Протягом всього наступного тижня як 8-ма армія, так і 2-й корпус продовжували атакувати противника. Нарешті, 8-ї армії вдалося прорвати оборону противника, що змусило німецько-італійські війська покинути Габес та відступити для з'єднання з 5-ю танковою армією на півночі. Італійські морські піхотинці, що закріпилися у Ваді-Акарит чинили відчайдушний опір, але, не зважаючи на це, англійцям вдалося прорвати їх оборону, хоча і з серйозними втратами — тільки 6-й батальйон полку «Грін Ховардс» втратив 126 осіб.
Після того, як противник був вибитий панівних висот, американські війська зустрілися з британцями в Габесі. З цього моменту протистояння в Тунісі отримало характер боротьби на виснаження.

### Бойові дії у північному секторі оборони, розгром німецько-італійських військ
26 лютого війська фон Арніма розпочали операцію «Ошенкопф» (нім. Ochsenkopf) — наступ на широкій ділянці фронту в північному секторі оборони проти сил 5-го корпусу. Командування військами було покладене на генерала Фрідріха Вебера. Основний удар здійснювали корпус Вебера з 334-ю піхотною дивізією, недавно прибулі частини панцергренадерської дивізії «Герман Герінг» і з'єднання 10-ї танкової дивізії, які не брали участь раніше в операції «Фрюлінгсвінд». Удару завдавали по трьом напрямкам: в центрі — на захід від Меджаз-ель-Бабу, на правому фланзі — на південний захід по дорозі, що веде з Матееру на Беджу, на лівому — на захід за 40 км південніше Меджазу. Північний фланг корпусу Вебера прикривала дивізія фон Мантойфеля, що рухалася на захід та мала змусити союзників залишити їх передові позиції навпроти станції Джефна, що була в руках у німців.
Після важких боїв атака на Меджаз була відбита силами 78-ї дивізії, але на південь від міста німцям вдалося досягти певного тактичного успіху. Північніше Меджазу наступаючим вдалося просунутися у напрямку на Беджу, але після бою, що тривав до 5 березня в дуже важких погодних умовах, наступ захлинувся на перевалі Хант (за 24 км на північний схід від Беджи) — противника зупинили сили 128-ї піхотної бригади 46-ї британської дивізії при підтримці артилерії і двох танкових ескадронів Північноірландського кінного полку. Наступ дивізії Мантойфеля на півночі розвивався досить успішно поки війська проходили через утримувані французами висоти в районі станції Седженан. З великими втратами частинам 139-ї піхотної бригади 46-ї дивізії вдалося затримати просування військ Мантойфеля, але 4 березня Седженан була все ж захоплена німецькими військами, а 139-та бригада була вибита з містечка та відкинута на 24 кілометри в напрямку Джебель-Абіоду. Фон Арнім припинив атаки на півдні і в центрі фронту, але відступ французьких батальйонів в район Меджаза дозволив йому при незначному опорі зайняти панівні висоти над містом.
28 березня Андерсон, з метою перехопити ініціативу на ділянці фронту 5-го корпусу, послав у наступ 46-ту дивізію, що складалася на той момент із 138-ї піхотної бригади і 128-ї піхотної бригади в резерві. Дивізія була посилена 36-ю піхотною і 1-ю парашутною бригадами, а також французькими частинами, у тому числі марокканськими гум'єрами. За чотири дні дивізія повернула під контроль союзників всю територію, захоплену раніше військами Мантойфеля і захопила в полон 850 німецьких та італійських солдатів. 7 квітня 78-ма піхотна дивізія розпочала зачистку дороги з Беджу в Меджаз. За десять наступних днів дивізія, за підтримки артилерії та авіації просунулася на 16 кілометрів гористою місцевістю, розчистивши від противника район шириною до 16 км. Після введення в бій 4-ї піхотної дивізії вона зайняла позиції на лівому фланзі 78-ї дивізії і розпочала наступ на Сіді-Насир.

«Харрікейни» MkII 6-ескадрильї Королівських ВПС на аеродромі Габес. Квітень 1943

До середини квітня 1943 авіація союзників вже перебазувалася на аеродроми в Тунісі, і діючи з них та Мальти, завоювала панування в повітрі, перешкоджаючи, разом з військово-морськими силами, як постачанню німецько-італійських військ, так і можливій їх евакуації з Тунісу в Європу. До 18 квітня, після атак 8-ї армії з півдня та флангових ударів 9-го британського і 19-го французького корпусів, німецько-італійські війська були відкинуті на лінію оборонних рубежів, розташовану на північний схід від столиці Тунісу і намагалися хоча б захистити свої лінії постачання.
За планами англо-американського командування, 22 квітня мав розпочатись широкомасштабний наступ, метою якого було оволодіння містом Туніс. За задумом Александера, в той час як 2-й корпус мав наступати на північ, у напрямку Бізерти, 1-ша армія мала рухатись на місто Туніс, а 8-ма армія виступити на північ з Енфідавіля. На Андерсона покладалася відповідальність за координацію дій 2-го корпусу і 1-ї армії. План Андерсона передбачав завдання основного удару в центрі лінії фронту 5-го корпусу біля Меджазу. Цьому мав передувати удар 9-го корпусу на правому фланзі — він мав просуватися на північний схід з тим, щоб обійти німецькі оборонні укріплення у Меджазі, і, опинившись за ними, завдати удару з тилу по танковим резервам ворога. 2-й корпус мав завдати подвійного удару: на Бізерту і в напрямку височин на лівому фланзі 5-го корпусу. 19-му французькому корпусу наказувалося не вступати в бій до того моменту, поки 9-й корпус і 8-ма армія не загрузнуть у боротьбі з обороною противника, після чого французи мали наступати на Понт-дю-Фахс.
Фон Арнім розумів неминучість наступу союзників і в ніч з 20 на 21 квітня здійснив упереджувальні удари між Меджазом та Губелатом, а також на ділянці фронту 9-го корпусу. Дивізії «Герман Герінг» за підтримки танків з 10-ї танкової дивізії на деяких ділянках фронту вдалося просунутися на глибину до 8 км, але домогтися загального відступу союзників так і не вдалося — усі німецькі війська були відкликані на вихідні позиції. Плани союзників не були серйозно порушені, хоча першу атаку, заплановану на четверту ранку 22 квітня все ж довелося перенести на чотири години пізніше.

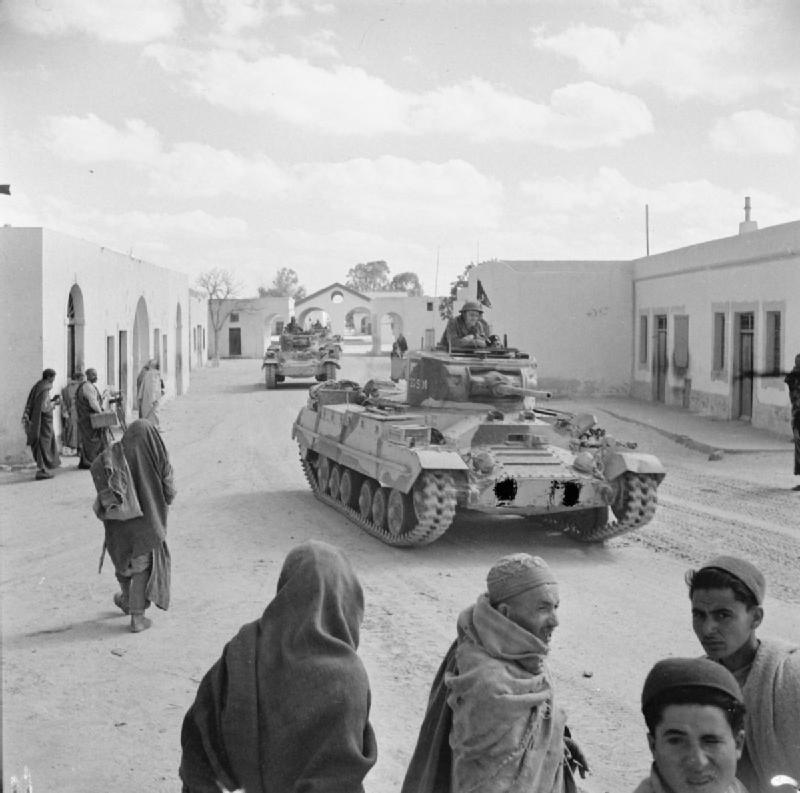
Британські «Валентайни» у 20-ти милях від столиці Тунісу. Весна 1943

Вранці 22 квітня 46-та дивізія завдала удару на ділянці фронту 9-го корпусу, розчистивши коридор, через який вночі пройшла 6-та бронетанкова дивізія. Слідом за цим ударом був завданий удар силами 1-ї бронетанкової дивізії в східному напрямку. Однак союзники просувалися недостатньо швидко аби зірвати створення німецького протитанкового заслону, який незабаром зупинив їх. Заслін спрацював, але всупереч цьому факту, німецько-італійські війська змушені були перемістити свої резерви на південь, подалі від центрального фронту. Бачачи, що в районі розпочатого наступу подальшого успіху не очікується, Андерсон повернув 6-ту бронетанкову та більшу частину 46-ї піхотної дивізії в резерв.
5-й корпус пішов в наступ ввечері 22 квітня, а 2-й корпус США — на початку наступного дня. Зав'язалася запекла битва між 1-ю, 4-ю і 78-ю піхотними дивізіями 5-го корпусу з одного боку і 334-ю піхотною, 15-ю танковою дивізією та дивізією «Герман Герінг» з іншого. Вісім днів пішло у американців та англійців на те, щоб заглибитися на 10 кілометрів на територію противника та захопити більшу частину його оборонних позицій. Обидві сторони зазнали важких втрат.
30 квітня Монтгомері та Александеру стало ясно, що наступ 8-ї армії на північ від Енфідавілля в добре обороняємому районі з важкими умовами місцевості не вдався. Александер передав 7-му британську бронетанкову і 4-ту індійську піхотні дивізії, а також 201-шу гвардійську бригаду з 8-ї в 1-шу армію. Всі необхідні перегрупування були завершені вночі 5 березня. Аби відвернути увагу противника від прибуття 7-ї танкової дивізії в район Меджаза, Андерсон позначив концентрацію танків біля Бу-Аради, на ділянці 9-го корпусу. Таким чином, на початку наступу був досягнутий ефект несподіванки — німецько-італійське командування не очікувало атаки настільки великої кількості танків.

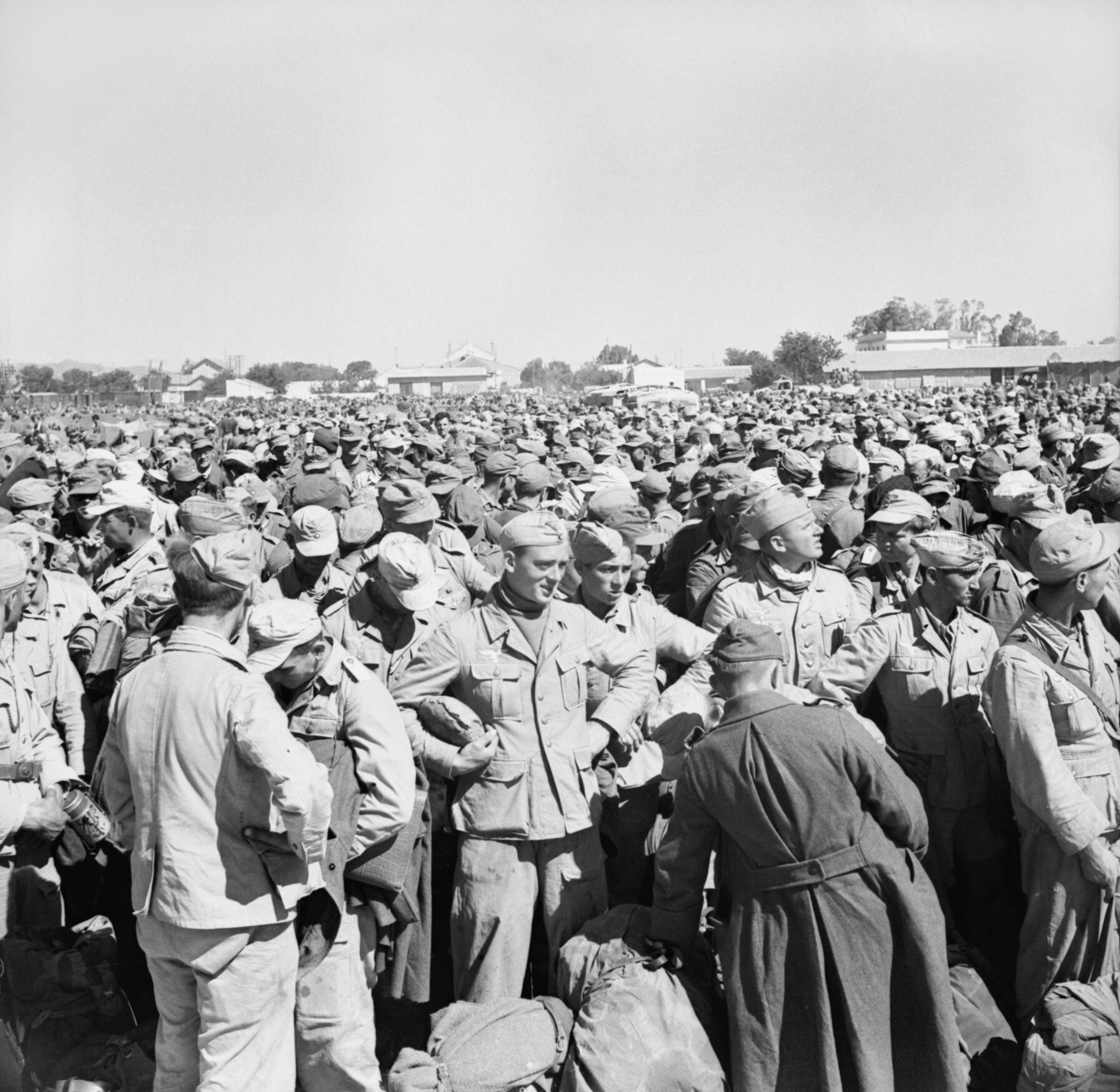
Німецькі і італійські бранці у таборі для військовополонених Громалья. Туніс. 12 травня 1943

Завершальний наступ розпочався 6 травня о третій ранку силами 9-го британського корпусу, яким тепер командував генерал-лейтенант Браян Хоррокс, який змінив на посту пораненого Джона Крокера. Цьому передувала проведена днем раніше атака 5-го корпусу, в ході якої були захоплені важливі висоти що прикривали лівий фланг 9-го корпусу. 4-та британська і 4-та індійська піхотні дивізії, зосереджені на вузькій ділянці фронту, за потужної артилерійської підтримки прорвали оборону противника. В коридор, що утворився, були одразу ж введені 6-та і 7-ма танкові дивізії. 7 травня британські танки увійшли в місто Туніс, а американська піхота з 2-го корпусу, що продовжувала свій рух на північ, зайняла Бізерту. Через шість днів німецько-італійські війська припинили опір і почали здаватися в полон. 13 травня 1943 італо-німецька армія в Тунісі капітулювала.

## Наслідки
Перемога в Африці мала величезне моральне значення для американців, англійців, французів та їх союзників. Вони переконалися, що можуть, як і Червона армія у лютому під Сталінградом, наносити поразки непереможній німецькій армії. Німеччина та Італія втратили в Тунісі понад 300 тисяч солдатів та офіцерів, з них 30 тисяч убитими, 26 500 пораненими і понад 230 тис. полоненими. Союзники втратили понад 70 тисяч осіб, з них понад 10 тисяч убитими.
Вже через два місяці після перемоги в Північній Африці почалася висадка на Сицилії, а ще через півмісяця війська союзників почали вторгнення до Італії.
Битва за Туніс, можливо, має менше моральне значення ніж Сталінградська битва, однак за масштабами, значенням, впливом на загальний результат війни, втрат (особливо німецьких) ці дві баталії стоять в одному ряду.